# Hopârta
Hopârta là một xã thuộc hạt Alba, România. Dân số thời điểm năm 2002 là 1387 người.